# Vahenurme
Vahenurme är en ort i Estland. Den ligger i Halinga kommun och landskapet Pärnumaa, i den västra delen av landet, 90 km söder om huvudstaden Tallinn. Vahenurme ligger 25 meter över havet och antalet invånare är 216.
Terrängen runt Vahenurme är mycket platt. Runt Vahenurme är det glesbefolkat, med 9 invånare per kvadratkilometer. Närmaste större samhälle är Pärnu-Jaagupi, 6,4 km öster om Vahenurme. I omgivningarna runt Vahenurme växer i huvudsak blandskog.